# A4-papir
A4 er en standardstørrelse for brevpapir, der er defineret af den internationale standardiseringskomite som ISO 216: 210 mm x 297 mm.
Det er den normale størrelse for papir til kontorbrug og anvendes verden over, med undtagelse af USA, Mexico, Canada og Filippinerne (der anvender størrelsen: letter).
Alle arkene i A-formatet er ligedannede, idet forholdet mellem højde og bredde defineres som kvadratroden af 2. Det sikrer, at man kan folde et ark papir parallelt med den korteste side og skære det over i to ark, hvorefter man har næste standardstørrelse, fx to stk. A5-ark. Derved undgås papirspild, fordi hver gang et ark skæres, opstår et nyt format med samme forhold mellem længde og bredde, der på samme måde kan deles igen og igen. Dette fremgår af A-formatets matematiske sammenhæng.

## A-formatets matematiske sammenhæng
Forholdet mellem højde og bredde er fremkommet ud fra følgende beregninger:
Lader vi a = højde og b = bredde, så har et ark papir i A-format samme forhold imellem {\displaystyle {\tfrac {b}{a}}} (fx ved A4) og {\displaystyle {\tfrac {a}{2b}}} (det næste større format, i det valgte eksempel A3). Det vil sige:
{\displaystyle {\frac {b}{a}}={\frac {a}{2b}}\Leftrightarrow a=b{\sqrt {2}}}
Hvis vi sætter bredden b=1 følger det, at 
{\displaystyle a={\sqrt {2}}} 
og forholdet mellem bredde og højde er derfor {\displaystyle 1:{\sqrt {2}}}

### A0-formatet
A0 er bestemt til at have et areal på 1 m2, og det følger dermed, at:
{\displaystyle a\cdot b=1} m2
Indsættes a fra før, har man, at:
{\displaystyle \left(b{\sqrt {2}}\right)b=1} m2 {\displaystyle \Leftrightarrow b={\sqrt {\frac {1}{\sqrt {2}}}}\Leftrightarrow b=0,8408...} m
og a er dermed:
{\displaystyle a={\sqrt {\sqrt {2}}}=1,1892...} m
Bredde og højde på et A0-papir er således 841 mm X 1.189 mm (afrundet).
Idet siderne af A4 er 1/4 af siderne af A0, betyder det, at A4-formatet har størrelsen 210 mm X 297 mm.